# زهري عصبي

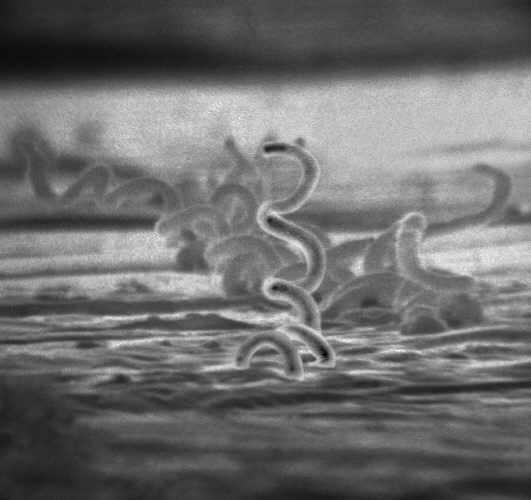
البكتيريا الملتوية اللولبية الشاحبة

الزُهري العَصَبي أو الإِفرنجي العَصَبي أو سِفلِس الجهاز العصبي (بالإنجليزية: Neurosyphilis)‏ هو عدوى تُصيب الدماغ أو الحبل الشوكي نتيجة الإصابة بالبكتيريا الملتوية اللولبية الشاحبة، وعادةً ما يحدث هذا المرض في الأشخاص المُصابين بمرض الزهري المُزمن غير المُعالج، حيثُ يَظهر هذا المرض بعد حوالي 10-20 عاماً من الإصابة الأولى، كما يتطور المَرض في حوالي 25%-40% من الحالات التي تستمر من غير عِلاج. يَذكر مركز مكافحة الأمراض واتقائها في الولايات المتحدة أنَّ مرض الزُهري العصبي من الممكن أن يحدث في أي مرحلة من مراحلة مرض الزُهري.

## الأعراض والعلامات
في بعض الأحيان يُمكن أن يُحاكي مرض الزُهري العصبي النَشط مرض آلزهايمر. يمتلك مرض الزُهري العَصبي أربعة أشكال:
- زُهري عصبي غائب الأعراض.
- زُهري عصبي سحائي وعائي.
- زُهري عصبي تابس ظهري.
- زهري العصبي خزلي.

هُناك العديد من أعراض مَرض الزُهري العَصبي، وَمِنها:
- مشية مضطربة.
- عمى.
- ارتباك وتشويش ذهني.
- تغيرات شَخصية مُفاجئة.
- تغير في الصحة النفسية.
- خرف.
- كآبة.
- ألم في الرأس.
- سلس البراز وَالبول.
- انفِعال.
- مشاكل في الذاكرة.
- اضطرابات في الحالة النفسية.
- تنمل في أصابع القدم وفي الساق.
- ضعف التركيز.
- ذهان.[6]
- نوبة صرع.
- تصلب في الرقبة.
- ارتعاش.
- اضطرابات إبصارية، ومن الممكن حُدوث حدقة أرغيل روبرتسون.
- ضعف عضلي.

عند إجراء المزيد من التَشخيصات، يُمكن مُلاحظة العلامات التالية:
- ردود الفعل غير الطبيعية.
- تقلص وضمور عَضلي.

## التشخيص
يُمكن إجراء فحوصات الدم المُختلفة لتشخيص المرض، إضافةً إلى التشخيص من خلال العلامات والأعراض:
- اختبار مختبر أبحاث الأمراض المنقولة جنسياً ويُدعى اختصاراً VDRL.
- اختبار امتصاص ضد اللولبيات التألقي ويُدعى اختصاراً FTA-ABS.
- راجنة بلازمية سريعة ويُدعى اختصاراً RPR.
- تراص جسيمات الولبية الشاحبة ويُدعى اختصاراً TPPA.

كما من الواجب إجراء فحص السائل الدماغي الشوكي بحثاً عن أعراض الزُهري.
من الممكن إجراء فحوصات إضافية للبحث عن وجود مشاكل في الجهاز العصبي وَمِنها:
- تصوير وعائي دماغي
- تصوير مقطعي محوسب للرأس.
- بزل قطني للحصول على عينة من السائل الدماغي الشوكي.
- تصوير بالرنين المغناطيسي للدماغ أو جذع الدماغ أو الحبل الشوكي.

## العلاج
يُستخدم البنسلين في علاج مرض الزُهري العصبي، ولكن التَشخيص والعلاج مُبكر من الأمور الهامة ذات التأثير على طبيعة العِلاج. من الأمثلة على علاجات البنسلين:
- 3–4 مليون وحدة من بنسيلين جي المائي كُل أربع ساعات لمدة 10 إلى 14 يوماً.
- حقنة عضلية واحدة يومياً وَبروبينسيد عن طريق الفم أربع مرات يومياً، وكلاهما لمدة 10 إلى 14 يوماً.

يتم إجراء فحوصات الدم بشكل عام في الشَهر 3 وَ6 وَ12 وَ24 وَ36؛ وذلك بهدف التأكد من اختفاء العدوى، كما يتم إجراء البزل القطني لتحليل السائل الدماغي الشوكي كُل 6 شهور.
بعد إدخال البنسلين إلى العلاج، لَم يعد يَظهر مرض الزُهري العَصبي في الولايات المتحدة الأمريكية. ولكن قد تم العثور على عدوى من بالبكتيريا الملتوية اللولبية الشاحبة مَع فيروس نقص المناعة البشري والتي تؤثر على مسار مرض الزُهري، حيثُ أنَّ مرض الزُهري من الممكن أن يبقى كامن حتى 10-20 سنة قَبل التطور إلى زُهري عَصبي، ولكن فيروس نقص المناعة يُسرع عملية التَطور. كما وجدَ أنَّ فيروس نقص المناعة يُؤدي إلى فَشل العلاج بالبنسلين، لذلك انتشر مرض الزُهري العصبي مرةً أُخرى في المجتمعات مُرتفعة الإصابة بفيروس الإيدز، وأيضاً قلت إمكانية العلاج بواسطة البنسلين.